# Noxglobe
NoxGlobe es un software de monitoreo y supervisión de servidores y servicios informáticos (disciplina también conocida como System Management o Systems Management), orientado a entornos corporativos.
Está principalmente constituido por el servidor central de NoxGlobe (Nobserver). Este se comunica con los endpoints, que son aquellos servidores, elementos de red, dominios virtuales, etc., que se pretende monitorear.
NoxGlobe incluye además el agente NoxGlobe (Nobagent). El Nobagent es un software multiplataforma (disponible para Windows, Linux, BDS, AIX, HP-UX y Solaris), que puede ser instalado en cualquiera de los endpoints que se pretenden monitorear. El agente multiplica las posibilidades de monitoreo sobre el endpoint, y se comunica con el Nobserver para intercambiar información de estado del endpoint y para la coordinación de tareas administrativas.
Aun sin la instalación del NobAgent, el módulo servidor puede realizar diversos controles sobre los endpoints.
Las funciones principales que brinda son:
- Relevamiento de información en equipos monitoreados: Ya sea mediante facilidades nativas del producto o mediante la incorporación de controles propios de cada empresa
- Evaluación de la información recibida, y clasificación según grado de severidad (alarmas)
- Generación y visualización de consolas personalizadas: Esto permite a diferentes personas en la organización, acceder a distintas vistas de la información
- Notificaciones a dispositivos remotos
- Información histórica: Se almacena en formato abierto
- Herramienta de reportes nativa
- Integración con herramientas de reportes de terceros